# Dobsa Ferenc
Dobsa Ferenc (Érsemjén, 1768. március 28. – ? szibériai száműzetésben 1813 után ) magyar orvos és országgyűlési követ.

## Életpályája
Nemes szülőktől származott; iskoláit Debrecenben és Késmárkon végezte; 1787-ben Szepes megye, 1789-ben pedig Bihar megye foglalkoztatta. Ezután Bécsbe ment és az ottani magyar hirlap szerkesztésénél működött 1795-ig, majd Batthyány József hercegprimás mint könyvtári segédet alkalmazta. 1796-ban az országgyűlésen követ volt. Miután a király engedélyét megkapta, 1802. augusztus 23-tól a jénai egyetemen az orvosi tudományok hallgatója lett. A jénai mineralógiai és latin tudós társaság tagja és az elsőnek könyvtárnoka is volt. Dobsa az egri püspöknek úgy ajánlotta fel segítségét, hogy Szacsvay Sándorról a Bécsben megjelenő Magyar Kurir szerkesztőjéről megjelenhessen írása, melyben Szacsvay elhallgattatását javasolja. Van olyan forrás, amely szerint Dobsa korábban Bécsben a titkosrendőrség besúgója volt. 1808-ban kivándorolt Oroszországba és Moszkvában praktizált orvosként. 1813-ban Szibériába száműzték, ahol nyomtalanul eltűnt.

## Művei
- Dicat et vovet hocce tenoris ingenii sui specimen instar prolusionis, seu qua fragmenta quaedam ad politiam medicam spectantia et quidem ex philos. histor. naturalibusque principiis deducta. (Jenae), 1804. (Melyben önéletrajzát is leirta.)
- Medicinal-Gericht ueber alle Systeme aller Zeiten. I. Th. Uo. 1805. (Röschlaub híveit cáfolja.)
- De cute et de morbis cutaneis. Uo. 1815.
- Sanctus Ladislaus regiae Majestatis effigies pietatis ac fortitudinis manibus perfecta… Viennae, év. n.